# Черете
Черете (итал. Cerete) је насеље у Италији у округу Бергамо, региону Ломбардија.
Према процени из 2011. у насељу је живело 18 становника. Насеље се налази на надморској висини од 794 м.

## Становништво
Према резултатима пописа становништва 2011. у општини је живело 1.646 становника.
| 1936. | 1951. | 1961. | 1971. | 1981. | 1991. | 2001. | 2011. |
| ----- | ----- | ----- | ----- | ----- | ----- | ----- | ----- |
| 1.224 | 1.269 | 1.136 | 1.064 | 1.166 | 1.174 | 1.378 | 1.646 |